# Calamagrostis foliosa
Calamagrostis foliosa là một loài thực vật có hoa trong họ Hòa thảo. Loài này được Kearney mô tả khoa học đầu tiên năm 1898.

## Hình ảnh

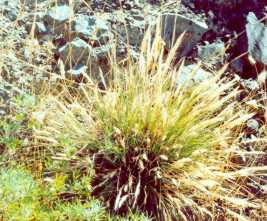
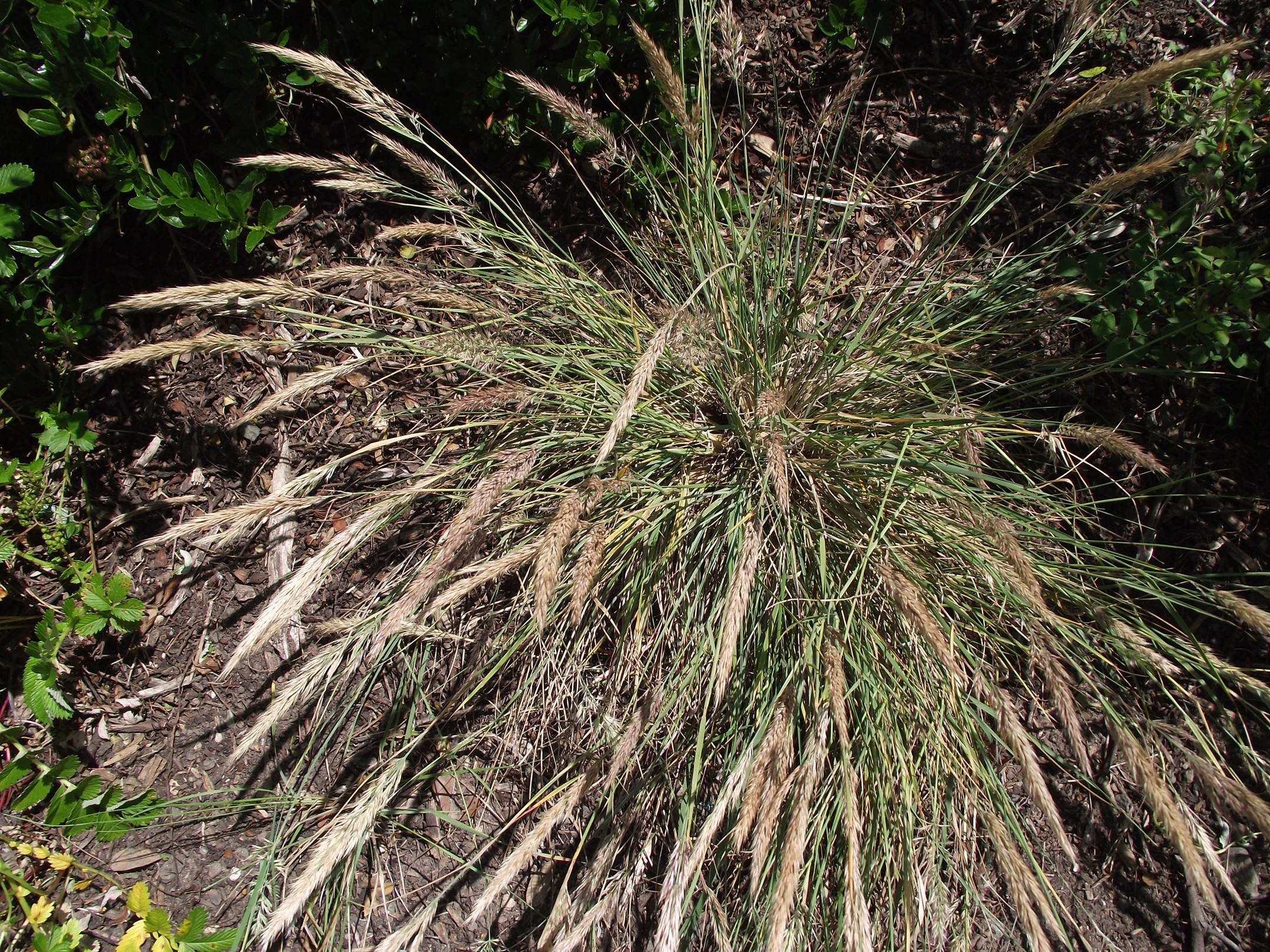
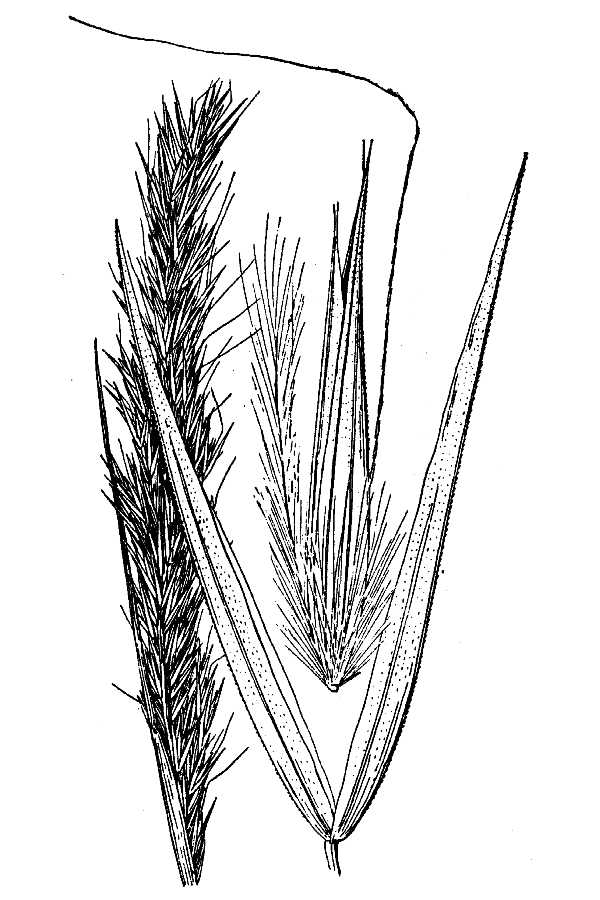